# Ветлевка
Ветлевка — деревня в Мглинском районе Брянской области России. Административный центр Ветлевского сельского поселения.

## История
Деревня Ветлевка известна с 80-х годов ХVII века, расположена на берегу реки Воронусы.
Принадлежала мглинской ратуше. Но в 1700 году Ветлевкой завладел Иван Романовский — сотник мглинской сотни. Полковник Стародубского полка Яков Иванович Гетманич 9 октября 1686 года писал: "Во время моего посещения Мглина ко мне обратились пан Иван Романовский, сотник мглинский, с тестем своим Иваном Есимонтовским с просьбою дозволить им на реке Воронусе в конце села Ветлевки, в уезде сотни Мглинской сделать греблю и млин (мельницу) на ней. Полковник дозволил.
Следовательно, уже в 1686 году Ветлевка названа селом в грамоте полковника Стародубского полка Якова Гетманича. От Романовского Ветлевка перешла к его зятю Турковскому. В 1781 году в Ветлевке было казачьих дворов — 5 и 5 хат, да у майора Григория Искрицкого числилось 17 дворов и 17 хат.
В 1916 году деревни Ветлевка, Велюханы,село Курчичи и хутор Портнитки подчинялись Черниговской губернии, Мглинскому уезду, Шумаровской волости.
В 1919 году дереваня Ветлевка и хутор Портники входили в гомельскую губернию, Мглинский уезд, Шумаровскую волость, Ветлевский сельский Совет, а село Курчичи в Курчичский сельский Совет.
В 1929 году деревни Ветлевка, Велюханы, село Курчичи и хутор Портнитки входили в западную область, Клинцовский округ, Мглинский район, Ветлевский сельский Совет.
В 1937 году они входили в Орловскую область, Мглинский район, Ветлевский сельский Совет.
В 1944 году перешли в Брянскую область, Мглинский район, Ветлевский сельский совет.
Период коллективизации коснулся и нашего края. В 1931 году в Ветлевке был образован колхоз «2-я Пятилетка», затем его переименовали в колхоз «3я Пятилетка». Это был крупный колхоз, а в деревнях создавались мелкие колхозы. В Ветлевке был свой магазин, свой МТС. Техники было не много. Была своя кузница. Перед войной колхоз почти окреп в организационном и хозяйственном отношении и уже стали выдавать на трудодень 3-4 килограмма зерна. Колхоз укреплялся. Жизнь колхозников становилась лучше, культурнее. В 1943 году председателем колхоза был Сасов Денис Петрович, затем его сменил Сасов Григорий Митрофанович, а его сменил Веремьев Ефим Ефимович. После изгнания фашистов во всех деревнях и селах проводился учёт материальных и людских потерь за время оккупации. В неимоверно трудных условиях жители деревень восстанавливали разрушенное хозяйство, восполняли материальные потери. В сознании людей, переживших войну, навсегда остались не меркнувшими образы родных и близких, не вернувшихся домой после войны. В деревне Ветлевка был установлен памятник воинам — освободителям не вернувшимся с войны. На памятнике высечено 238 имен. Но жизнь в деревнях продолжалась. Было образовано 2 колхоза: колхоз имени Дзержинского, включавшего населенные пункты: Велюханы, Портники, Подгаево, Зайцовку, Ясную Поляну с центральной усадьбой в Велюханах и колхоз им. «Ворошилова», в состав которого входили Ветлевка, Курчичи, Заречье, Селянка, Михайловка, с центральной усадьбой в Курчичах.
В 1958 году на базе этих 2-х колхозов был образован колхоз «Россия».
В 1962 году он был переименован в колхоз им. «Дзержинского». Председателем колхоза избрали Семченко Дмитрия Прокофьевича. Колхоз стал развиваться быстро. Увеличился валовый сбор зерна, картофеля, овощей, сена, молока, корнеплодов, мяса. Была большая урожайность картофеля, овощей. Всего КРС было 577 из них 235 коров. Было всего свиней 452 головы. Колхоз работал с прибылью. Затем председателем колхоза стал Коновцев Николай Никифорович. Колхоз продолжал развиваться. При нём был построен СДК, в нём находилась библиотека, бухгалтерия. Председателем Семченко Дмитрий Прокофьевич был до 1978 года.
В 1978 году был избран председателем колхоза им. «Дзержинского» Артюхов Анатолий Андреевич. Он проработал в этой должности 14 лет. С приходом нового, молодого и энергичного председателя жизнь в деревне Ветлевка и окрестностях стала ещё лучше. В те годы здесь жилья строили больше, чем по всем хозяйствам. Было построено около 200 квартир, торговый центр, ясли, школа, в СДК открыли филиал музыкальной школы, был построен ФАП, картофелехранилище, фермы, грунтовые дороги, хозпостройки, столярка, пилорама и многое другое. Весь спортивный инвентарь для школы приобретался за счет колхоза. Здание пустующей церкви в селе Курчичи отремонтировали за счет колхоза.
Артюхов Анатолий Андреевич был отличный хозяйственник, умеющий решать сложные вопросы в нелегкой экономической ситуации.
С 1992 по 1997 год председателем колхоза им. «Дзержинского» был Протченко Владимир Владимирович.
Колхоз продолжал развиваться. Увеличился валовый сбор зерна, корнеплодов. Всего КРС было 1933, в том числе коров 510 голов, свиней 534. колхоз работал с прибылью.
В 1997 и по декабрь 2003 года председателем был Ващенко Петр Алексеевич.
С апреля 2004 года был избран Бородько Петр Васильевич.
В 2004 году колхоз имени Дзержинского переименовали в СПК «Ветлевский». В последние годы хозяйство и фермы сдают достигнутые позиции.
27 июня 2007 года председателем СПК «Ветлевский» был избран Анищенко Михаил Егорович.

## География
Деревня находится в северо-западной части Брянской области, в зоне хвойно-широколиственных лесов, на правом берегу реки Воронусы, при автодороге 15К-1609, на расстоянии примерно 4 километров (по прямой) к востоку от города Мглина, административного центра района. Абсолютная высота — 172 метра над уровнем моря.

### Климат
Климат характеризуется как умеренно континентальный, с тёплым летом и умеренно холодной зимой. Среднегодовая многолетняя температура воздуха составляет 5,1 °С. Средняя температура воздуха самого тёплого месяца (июля) — 17,9 °C (абсолютный максимум — 38 °C); самого холодного (января) — −8,5 °C (абсолютный минимум — −39 °C). Безморозный период длится в среднем 130—135 дней. Среднегодовое количество атмосферных осадков составляет 580 мм, из которых большая часть выпадает в тёплый период. Снежный покров держится в течение 125 дней.

### Часовой пояс
Деревня Ветлевка, как и вся Брянская область, находится в часовой зоне МСК (московское время). Смещение применяемого времени относительно UTC составляет +3:00.

## Население
| 2010 | 2013 |
| ---- | ---- |
| 428  | ↘405 |

### Национальный состав
Согласно результатам переписи 2002 года, в национальной структуре населения русские составляли 98 % из 437 чел.